# Le Maître des âmes
Le Maître des âmes est un jeu d'aventure publié par Ubisoft en 1987, et réalisé par Éric Doireau, Christophe Le Scoarnec, Y T G et Rémy Lanne. La jaquette a été réalisée par Jocelyn Valais,,,,.